# Пам'ятки архітектури Турійського району
Станом на 1 січня 2009 року у Турійському районі Волинської області нараховується 21 пам'яток архітектури, з яких 8 — національного значення.
| № п/п                  | Найменування пам'ятки (матеріал)            | Адреса                 | Дата спорудження (автор) | Охор. № та № у комплексі | Дата і № рішення                                     |
| Національного значення | Національного значення                      | Національного значення | Національного значення   | Національного значення   | Національного значення                               |
| ---------------------- | ------------------------------------------- | ---------------------- | ------------------------ | ------------------------ | ---------------------------------------------------- |
| 1                      | Михайлівська церква (дер.)                  | с. Оса                 | 1772 р.                  | 94                       | Постанова Ради Міністрів УРСР від 24.08.63 № 970     |
| 2                      | Хрестовоздвиженська церква (дер.)           | с. Туропин             | 1777 р.                  | 97                       | -//-                                                 |
| 3                      | Костел Анни (мур.)                          | смт. Луків             | 16 ст.                   | 134                      | -//-                                                 |
| 4                      | Церква Св. Параскеви (мур.)                 | смт. Луків             | 1723 р.                  | 135/1                    | -//-                                                 |
| 5                      | Дзвіниця церкви Св. Параскеви (дер.)        | смт. Луків             | 1723 р.                  | 135/2                    | -//-                                                 |
| 6                      | Церква Різдва Богородиці (дер.)             | с. Новосілки           | 1676 р.                  | 137                      | -//-                                                 |
| 7                      | Хрестовоздвиженська церква (мур.)           | с. Обенижі             | 1821 р.                  | 1056/1                   | Постанова Ради Міністрів УРСР від 06.09.79 № 442     |
| 8                      | Дзвіниця Хрестовоздвиженської церкви (мур.) | с. Обенижі             | 1821 р.                  | 1056/2                   | -//-                                                 |
| Місцевого значення     |                                             |                        |                          |                          |                                                      |
| 9                      | Церква різдва Богородиці (дер.)             | с. Вербичне            | 1881 р.                  | 248-м                    | Рішення виконкому обласної ради від 03.04.92 р. № 76 |
| 10                     | Покровська церква (дер.)                    | с. Клюськ              | 1920 р.                  | 249-м                    | -//-                                                 |
| 11                     | Преображенська церква (мур.)                | с. Купичів             | 1920 р.                  | 250-м                    | -//-                                                 |
| 12                     | Троїцька церква (мур.)                      | с. Купичів             | 1825 р.                  | 251-м                    | -//-                                                 |
| 13                     | Костел (мур.)                               | с. Купичів             | 1900 р.                  | 252-м                    | Рішення виконкому обласної ради від 03.04.92 р. № 76 |
| 14                     | Палац Мйончинських (мур.)                   | смт. Луків             | поч. 19 ст.              | 253-м                    | -//-                                                 |
| 15                     | Успенська церква (дер.)                     | с. Мокрець             | 1881 р.                  | 254-м                    | -//-                                                 |
| 16                     | Каплиця (мур.)                              | с. Новосілки           | 19 ст.                   | 255-м                    | -//-                                                 |
| 17                     | Миколаївська церква (мур.)                  | с. Осекрів             | 1856 р.                  | 256-м                    | Рішення виконкому обласної ради від 03.04.92 р. № 76 |
| 18                     | Успенська церква (дер.)                     | с. Перевали            | 1767-1881 рр.            | 257-м                    | -//-                                                 |
| 19                     | Святодухівська церква                       | с. Рядовичі            | 1888 р.                  | 258-м                    | -//-                                                 |
| 20                     | Михайлівська церква (дер.)                  | с. Тупали              | 1889 р.                  | 259-м                    | -//-                                                 |
| 21                     | Церква Іоанна Предтечі (дер.)               | с. Чорніїв             | 1885 р.                  | 260-м                    | -//-                                                 |
|                        |                                             |                        |                          |                          |                                                      |

## Джерело
- [Архівовано 9 листопада 2016 у Wayback Machine.] Пам'ятки Волинської області